# Lombada (livro)

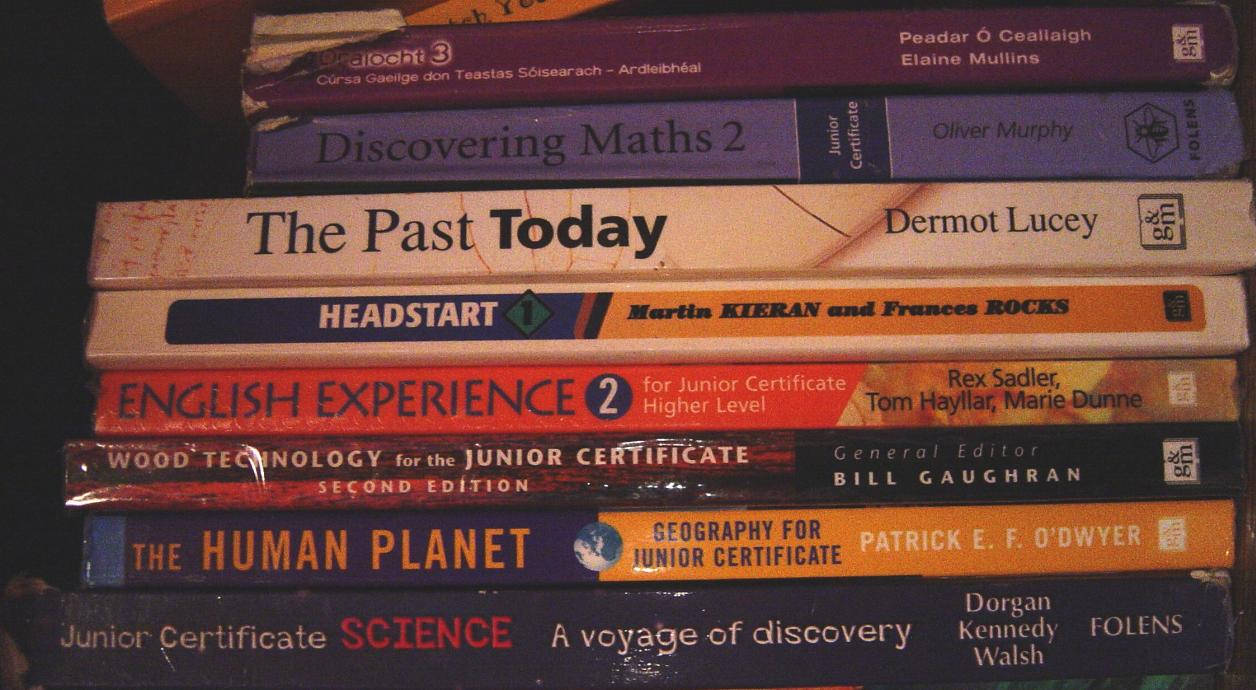
A lombada do livro é um aspecto importante no design dos livros, especialmente no design da capa. Quando os livros estão empilhados, ou guardados em uma prateleira, a lombada é visível apenas a superfície que contém as informações sobre o livro. Em uma loja do livro os detalhes sobre a lombada é o que inicialmente atraem a atenção.

A palavra "lombada" vem de lombo,, que stricto sensu é o dorso do boi. Por analogia, lombada também é o lado do livro ou revista onde fica a costura das folhas, oposto ao corte da frente, mantendo as folhas do livro unidas. É um dos artefatos dentro do design de livros. Mais especificamente, é também a tira de couro ou de pano que, na meia-encadernação, cobre o lombo e parte dos planos entre cada capa de livro. Nem sempre os livros tiveram lombadas; na antiguidade eram mais comuns os rolos de papiro, os pergaminhos e as tábuas de argila. Muito provavelmente o uso de lombadas começou na Idade Média, nos mosteiros, onde os monges copistas traduziam e reproduziam obras clássicas. Através dos séculos chegaram neste método mais eficiente de organização de conhecimento que são os livros, de mais fácil manuseio.

## Tipos de lombada
- Lombada quadrada ou brochura (perfect binding ou paperback em inglês)[3][4] - lombada usada em livros e em algumas revistas, lombada onde as páginas do livro ou da revista são coladas[5] ou costuradas[6].
- Lombada canoa - lombada usada em revistas e panfletos, onde as páginas são unidas através de grampos[5] ou costuras.